# Güdingen
Güdingen (Guiding ou Goudange en français) est un quartier de la ville allemande de Sarrebruck en Sarre. 

## Géographie
Güdingen est situé à environ 4 km au sud-est du centre-ville de Sarrebruck. Le cœur du quartier se trouve sur la rive droite de la Sarre tandis qu'une zone industrielle et un hippodrome sont installés sur la rive gauche. La limite sud-ouest de Güdingen est définie par la frontière franco-allemande avec la région historique de Lorraine et la commune de Grosbliederstroff. Les autres quartiers de Sarrebruck contigus sont Bübingen au sud-est, Brebach-Fechingen à l'est et Sankt Arnual au nord-ouest.

## Histoire
Le 1er janvier 1974, Güdingen qui était jusqu'alors une commune indépendante est intégré à la capitale sarroise Sarrebruck.

## Lieux et monuments

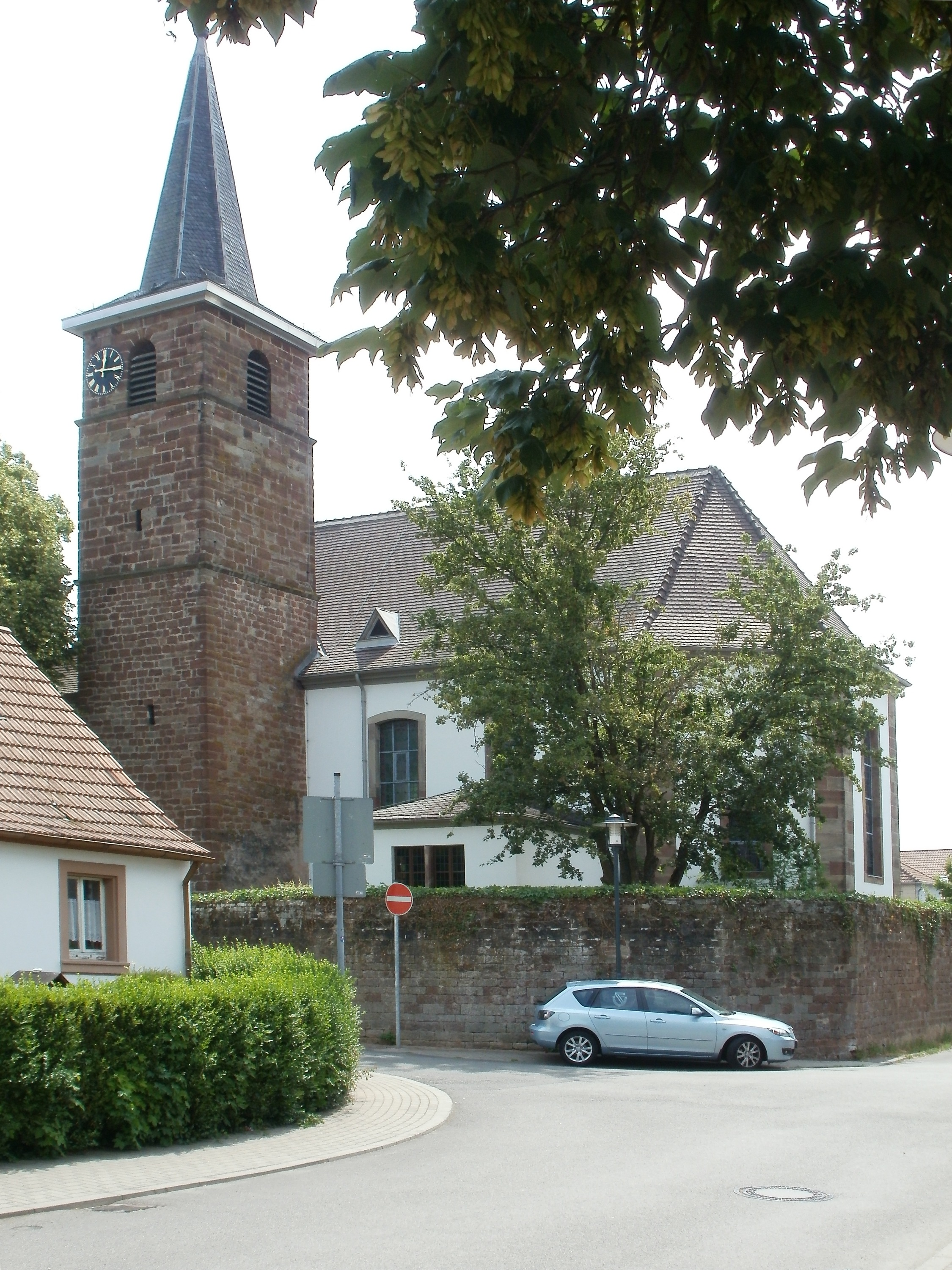
Église évangélique de Güdingen.
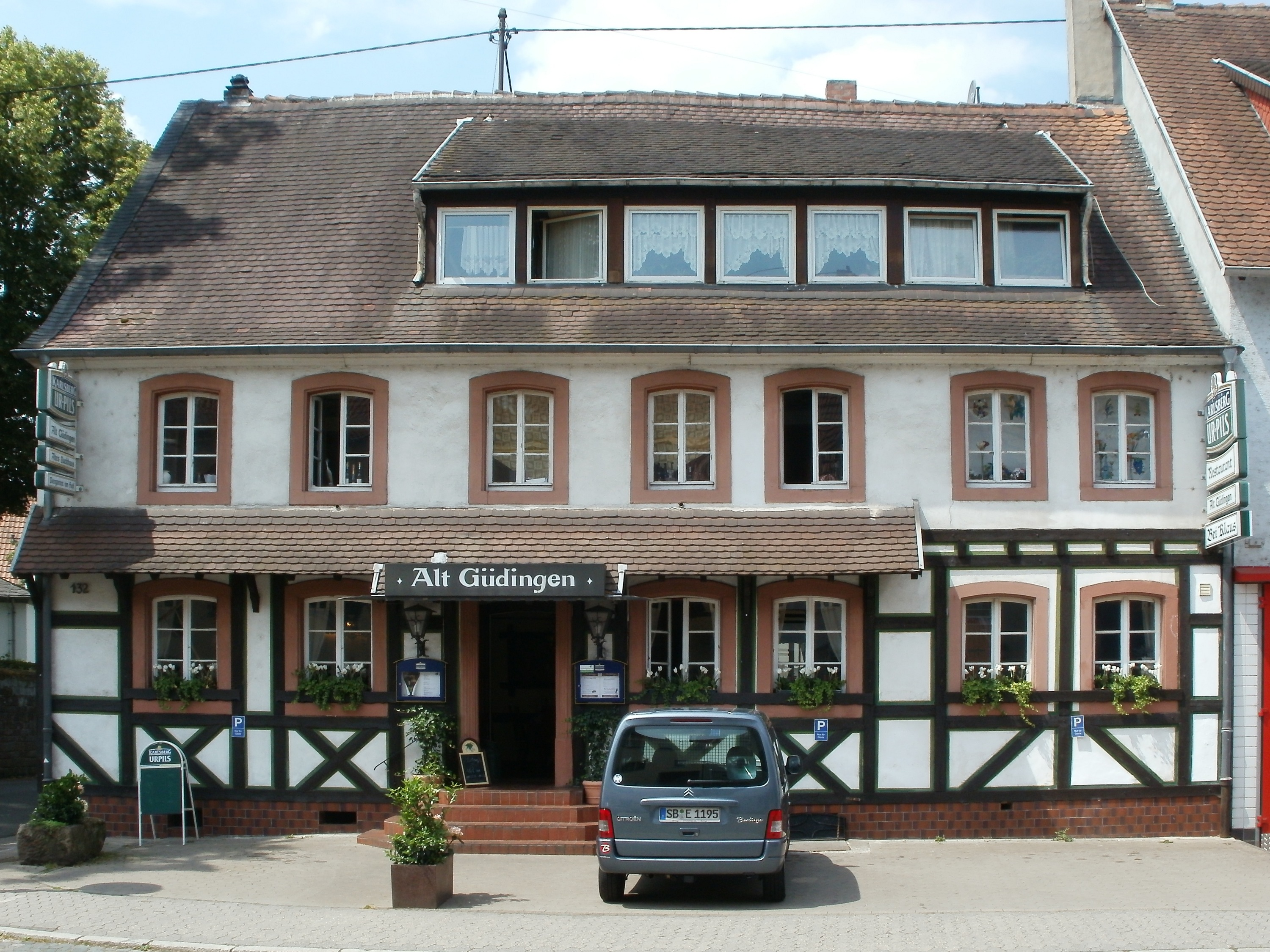
Restaurant "Alt-Güdingen".
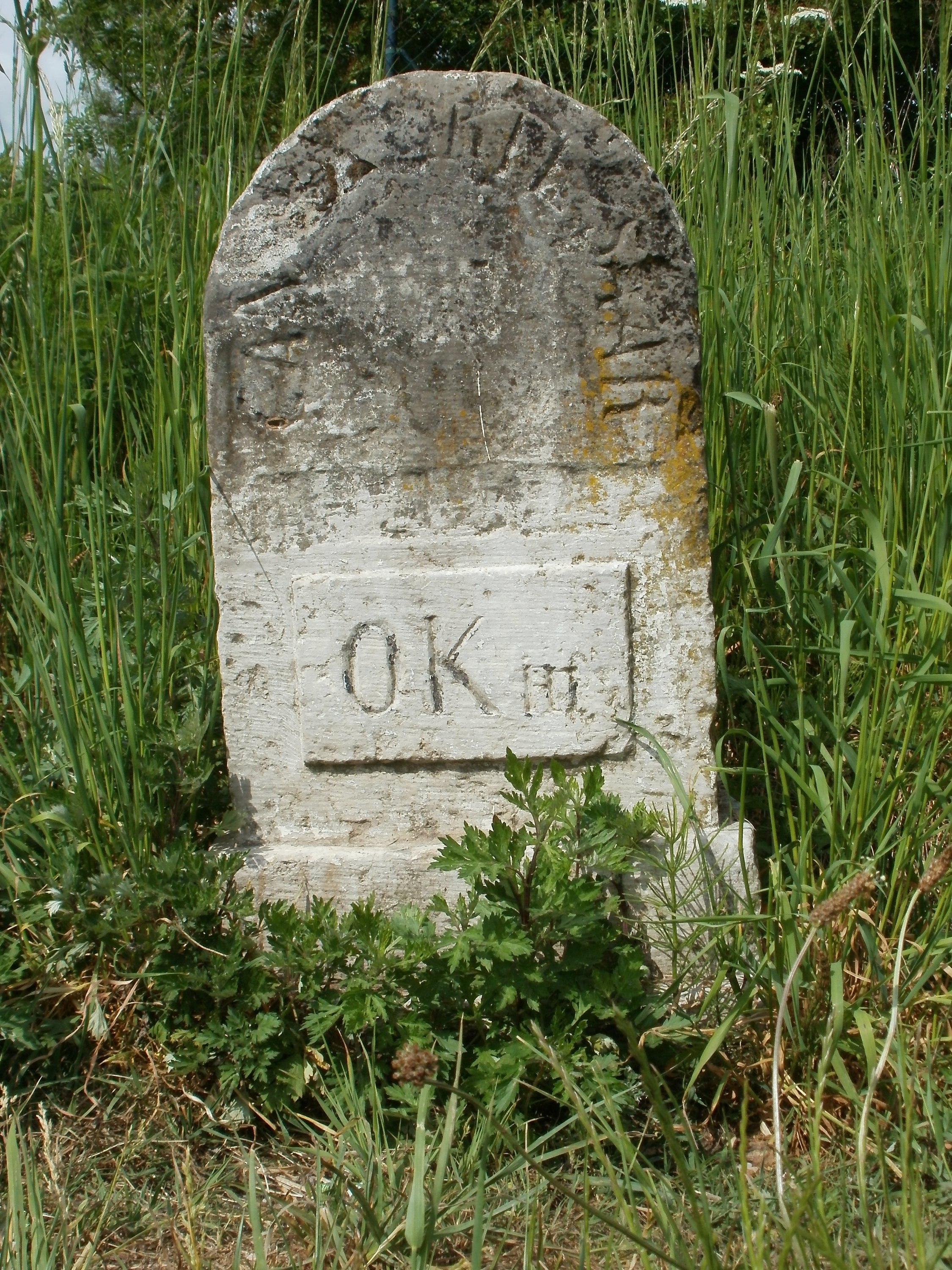
Borne kilométrique qui marque la frontière entre l'Allemagne et la France, le long de la Sarre.
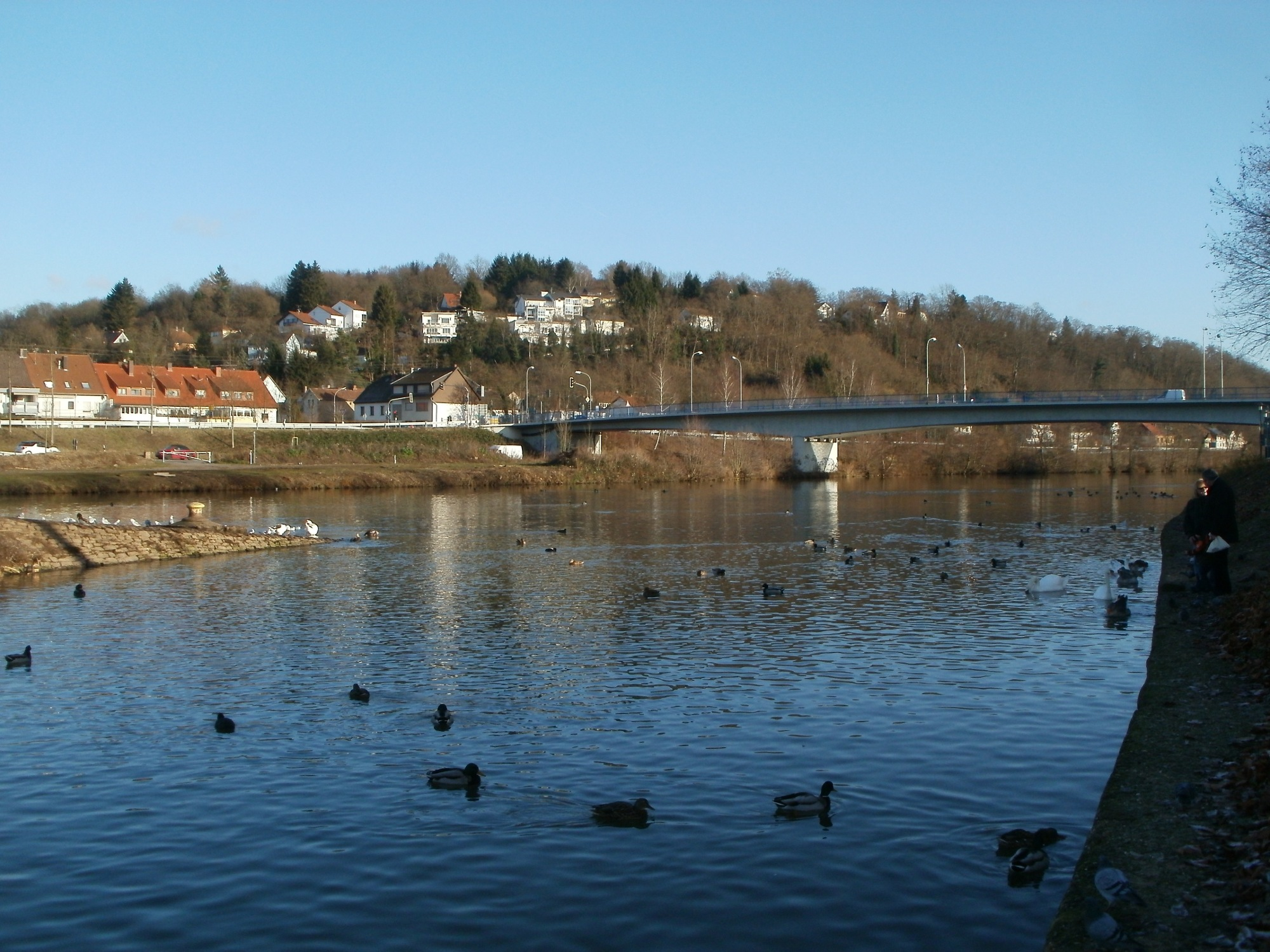
La Sarre au niveau de l'écluse de Güdingen.
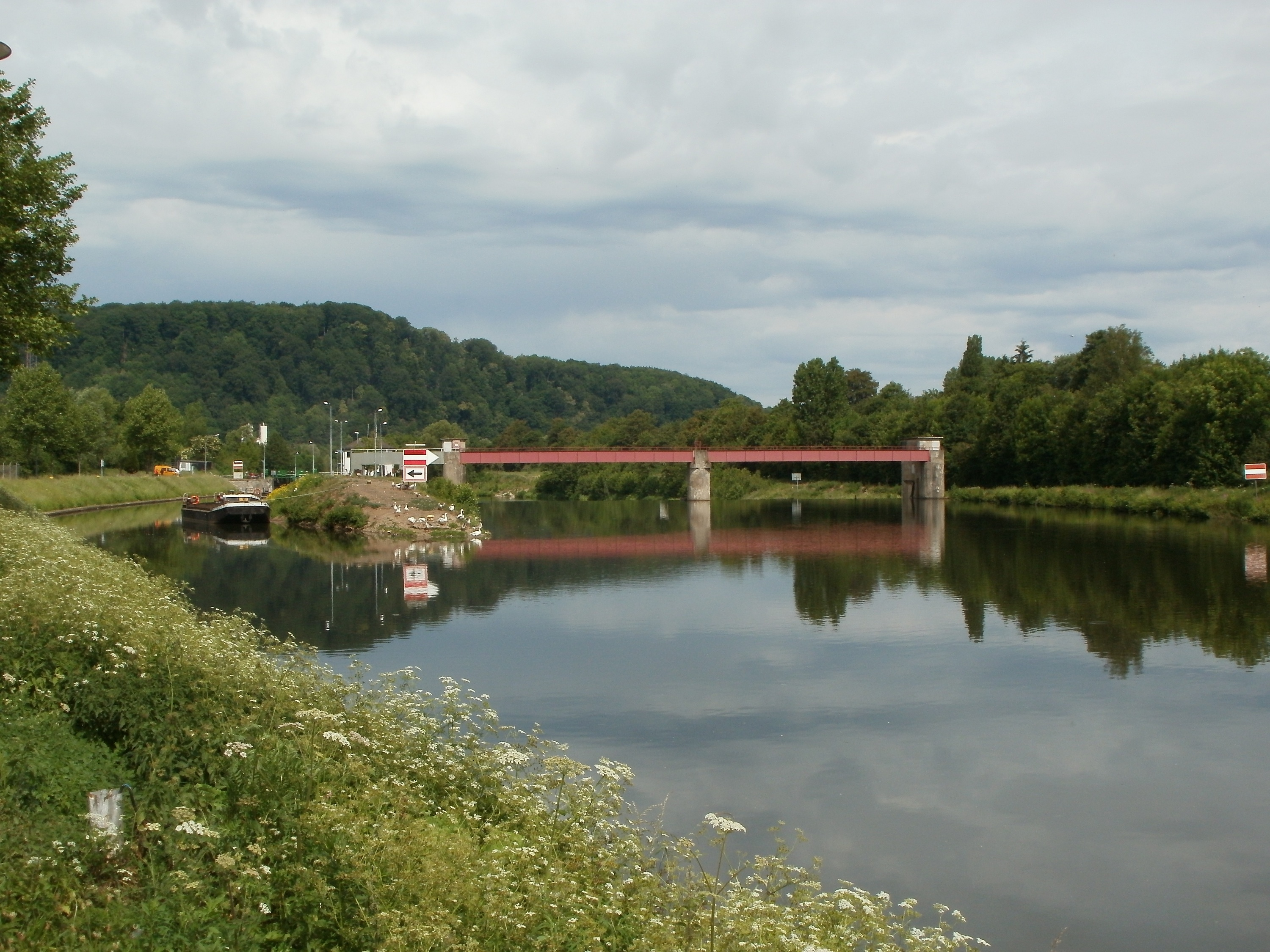
L'écluse de Güdingen.
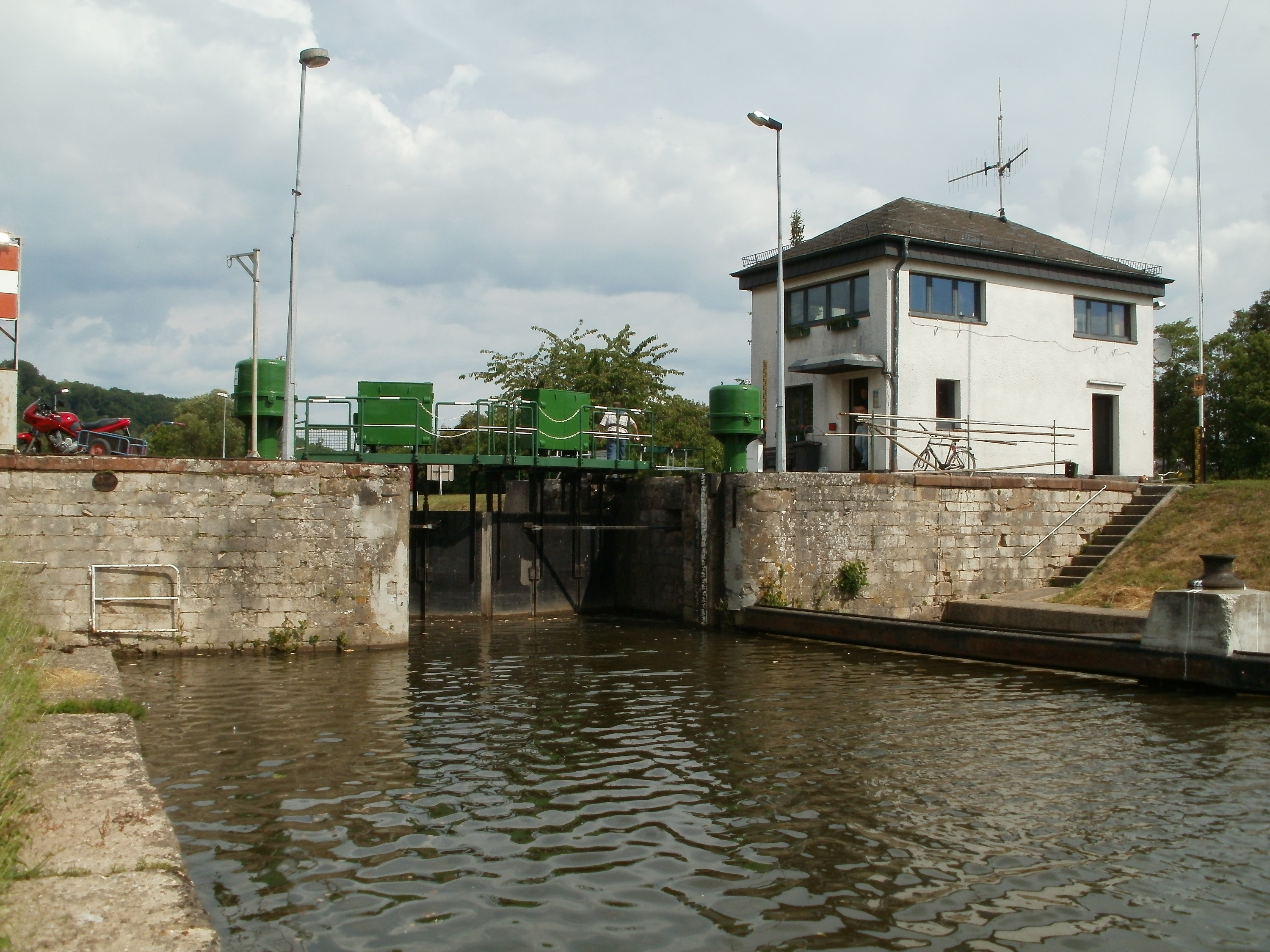
L'écluse de Güdingen.